# Xã Worth, Quận Boone, Iowa
Xã Worth (tiếng Anh: Worth Township) là một xã thuộc quận Boone, tiểu bang Iowa, Hoa Kỳ. Năm 2010, dân số của xã này là 723 người.